# 1534 v. Chr.
Portal Geschichte | Portal Biografien | Aktuelle Ereignisse | Jahreskalender | Tagesartikel

◄ |
17. Jahrhundert v. Chr. |
16. Jahrhundert v. Chr. |
15. Jahrhundert v. Chr. |
►

1520er v. Chr. |
1510er v. Chr. |
►

1534 v. Chr. |
1533 v. Chr. |
1532 v. Chr. |
1531 v. Chr. |
► |
►►

## Gestorben

### Genaues Todesdatum unbekannt
- Bu Ren, König über China (* unbekannt)